# Lescuraea stenophylla
Lescuraea stenophylla là một loài Rêu trong họ Leskeaceae. Loài này được (Renauld & Cardot) Kindb. mô tả khoa học đầu tiên năm 1897.